# 뼈대 구조

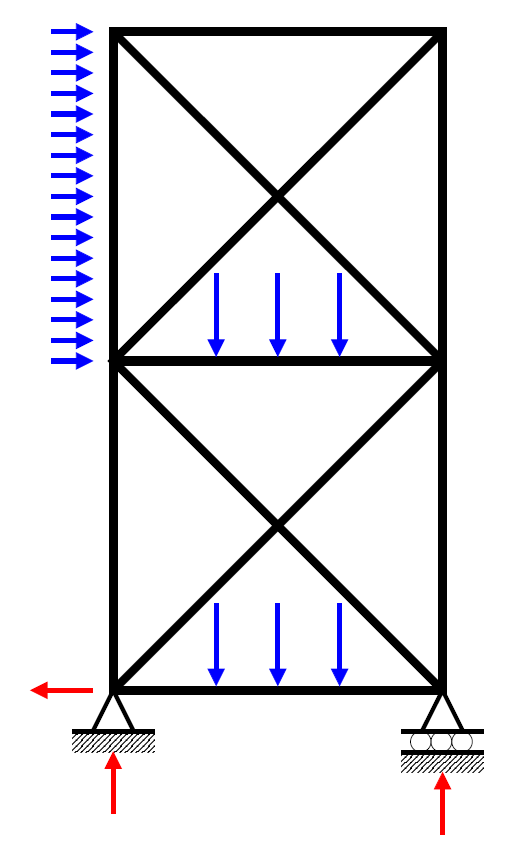
강절 뼈대 구조의 예. 파란색은 하중, 빨간색은 반력을 나타냄.

뼈대 구조(framed structure) 또는 골조 구조(骨組 構造)는 직선 형상의 부재를 적절히 조합하여 만든 구조물을 일컫는다. 절점이 힌지로 되어 있는 뼈대 구조를 트러스라 하며 절점이 강절(rigid joint)로 되어 있는 뼈대 구조를 강절 뼈대 구조 또는 라멘(Rahmen)라 한다. 강절 뼈대 구조를 간단히 프레임 또는 골조라고 부르는 경우도 있다.